# William Laud
William Laud (Reading, 7 oktober 1573 – Londen, 10 januari 1645) was aartsbisschop van Canterbury van 1633 tot 1641.
Hij zag het als zijn opdracht om de eenheid in de Anglicaanse Kerk te bewaren en trad daarom hard op tegen protestantse stromingen zoals het puritanisme. Hierdoor en door zijn steun aan Karel I van Engeland werd hij tijdens de Engelse Burgeroorlog afgezet, veroordeeld en onthoofd.
De zetel bleef vacant tot aan het herstel van de monarchie. Toen werd William Juxon benoemd.
- Biblioteca Nacional de España: XX1765809
- Bibliothèque nationale de France: cb12108610h (data)
- Biografisch Portaal: 17688035
- Catàleg d'autoritats de noms i títols de Catalunya: 981058507721106706
- Digitale Bibliotheek voor de Nederlandse Letteren: laud005
- Gemeinsame Normdatei: 118570099
- International Standard Name Identifier: 0000 0001 2133 7831
- Library of Congress Control Number: n50039777
- Nationale Bibliotheek van Tsjechië: jo2016925617
- Nationale bibliotheek van Australië: 35644252
- Nationale Bibliotheek van Israël: 987007264232205171
- Nationale Bibliotheek van Polen: a0000003411002
- Nederlandse Thesaurus van Auteursnamen: 069351589
- SNAC: w6rb731f
- Système universitaire de documentation: 029464056
- Trove: 1025086
- Union List of Artist Names: 500321140
- Virtual International Authority File: 54940373
- WorldCat: E39PBJxhq6PQCpM8T3jyYv78md